# La Vie antérieure (Laborit)
Pour les articles homonymes, voir La vie antérieure.
La Vie antérieure (1989) est une autobiographie du biologiste et philosophe Henri Laborit.  

## Résumé
De sa naissance en 1914 jusqu'à la mort de son père (juillet 1920 en Guyane française), en passant par son entrée dans la profession médicale et la marine française en 1939 et la fondation de son laboratoire de l'Hôpital Boucicaut, en juin 1958, où il poursuivit ses recherches en eutonologie (agressologie), Laborit continue dans son autobiographie, son combat contre les alibis rationnels établis depuis des millénaires sur le langage, et sa dénonciation de la mauvaise compréhension des bases biologiques par la plupart des utilisateurs et commentateurs.